# افرای ریشدار
افرای ریش‌دار (نام علمی: Acer barbinerve) نام یک گونه از سرده افرا است.